# Joe Émerson Bizera
Joe Émerson Bizera Bastos (Artigas, 17 de maig de 1980) és un futbolista internacional uruguaià que juga actualment al Maccabi Petah Tikva FC d'Israel. Bizera va jugar també per al Club Atlético Peñarol de Montevideo i al Cagliari Calcio d'Itàlia.
El gener de 2008 va ser cedit al Maccabi Tel Aviv FC fins al final de la temporada. El mateix any va signar un contracte amb el club grec PAOK Salònica FC. Tot i que segons la premsa israeliana, Bizera volia tornar al Maccabi Tel Aviv FC, finalment va signar amb un altre club israelià, el Maccabi Petah Tikva FC.
Amb la selecció de futbol de l'Uruguai va participar en la Copa del Món de futbol de 2002, així com a la Copa Amèrica de futbol en dues oportunitats, 2001 i 2004.